# Giorgio Zancanaro (cyclisme)
Giorgio Zancanaro (né le 15 avril 1940 à San Michele, dans la province d'Alexandrie, au Piémont) est un coureur cycliste italien.

## Biographie
Professionnel de 1961 à 1968, Giorgio Zancanaro s'est distingué au cours de sa carrière sur le Tour d'Italie. Il compte trois victoires d'étape sur l'épreuve et termine troisième au classement général de l'édition 1963. Lors du Giro 1967, il porte le maillot rose pendant un jour. 

## Palmarès

### Palmarès amateur
- 1961
  - Turin-Bielle
  - 6e étape du Tour de l'Avenir

### Palmarès professionnel
- 1961
  - 2e du Tour d'Émilie
- 1963
  - 9e étape du Tour d'Italie
  - 3e du Tour d'Italie
- 1964
  - Tour de Toscane
  - 13e étape du Tour d'Italie
  - 3e du Tour d'Italie
- 1967
  - 1re étape du Tour d'Italie
  - 2e des Trois vallées varésines
  - 3e du Grand Prix Valsassina

## Résultats sur les grands tours

### Tour de France
1 participation
- 1962 : 64e

### Tour d'Italie
6 participations
- 1962 : abandon (14e étape)
- 1963 : 3e, vainqueur de la 9e étape
- 1964 : 32e, vainqueur de la 13e étape
- 1965 : abandon
- 1967 : abandon, vainqueur de la 1re étape,  maillot rose pendant un jour
- 1968 : abandon

### Tour d'Espagne
1 participation
- 1963 : abandon (10e étape)